# Microtes helferi
Microtes helferi är en insektsart som först beskrevs av Strohecker 1960.  Microtes helferi ingår i släktet Microtes och familjen gräshoppor. Inga underarter finns listade i Catalogue of Life.